# Jeremy Hanley
Jeremy James Hanley KCMG (ur. 17 listopada 1945), brytyjski polityk, minister w drugim rządzie Johna Majora, członek Partii Konserwatywnej. Syn aktorów Jimmyego Hanleya i Dinah Sheridan.
Wykształcenie odebrał w Rugby. Przed rozpoczęciem kariery politycznej pracował w rachunkowości. Od 1963 r. pracował w Peat Marwick Mitchell & Company, a następnie w Financial Training Company. Pierwszą próbę dostania się do parlamentu podjął w 1978 r., ale przegrał wybory uzupełniające w okręgu Lambeth Central. Do Izby Gmin dostał się w 1983 r. jako reprezentant okręgu Richmond and Barnes.
Był parlamentarnym prywatnym sekretarzem ministra sztuki Richarda Luce'a w latach 1987–1990, parlamentarnym prywatnym sekretarzem ministra środowiska Chrisa Pattena w 1990 r., ministrem stanu w departamencie Irlandii Północnej w latach 1990–1992 i ministrem stanu ds. sił zbrojnych w latach 1993–1994. W 1994 r. został przewodniczącym Partii Konserwatywnej i członkiem gabinetu jako minister bez teki. Został również członkiem Tajnej Rady. Na stanowisku przewodniczącego i ministra pozostał do 1995 r. Następnie został ministrem stanu w Foreign Office.
Okręg wyborczy Hanleya zniesiono przed wyborami 1997 r. Hanley wystartował w nowym okręgu Richmond Park, ale przegrał tam z kandydatką Liberalnych Demokratów Jenny Tonge.
Hanley jest kawalerem Krzyża Komandorskiego Orderu św. Michała i św. Jerzego. Jest żonaty z Verną Hanley, ma dwóch synów i jedną córkę.